# Radio Livno
Radio Livno je regionalna radio postaja na hrvatskom jeziku čije je sjedište u općini Livnu.
Emitira program od 24. svibnja 1980. godine. Na frekvenciji od 88,2 MHz čujnost je bila i do Splita. 
Do 9. i 10. listopada 2012. emitirala je na 100,4 MHz. Tog dana promijenila je frekvencije i povećaa čujnost. 9. listopada u 17:30 prešli su na emitiranje s 91,5 MHz (grad Livno i uže područje) i od 10. listopada i s 100,4 MHz. Područje pokrivenosti znatno je prošireno s 4 predajnika i 3 frekvencije:
- 91,5 MHz (Obljaj, Livno) – Livno i Bosansko Grahovo[2]
- 100,4 MHz (Ivovik) – Livno, Tomislavgrad, Šujica, Kupres, Glamoč,[2]
- 100,9 MHz (Batinića brdo) – Livno[2]

## Vanjske poveznice
- Radio Livno
- Facebook Radio Livno